# 月夜のでんしんばしら
「月夜のでんしんばしら」（つきよのでんしんばしら）は、宮沢賢治の童話のひとつ。童話集『注文の多い料理店』に収録されている。
どこまでも続く電信柱の列を軍隊行進になぞらえ、また電気・通信の黎明期らしいエピソードが興味深い寓話である。21世紀になって、石川啄木の短歌「かぞえたる子なし一列驀地（ましぐら）に北に走れる電柱の数」や、執筆当時のシベリア出兵との関連が指摘されている。

## あらすじ
ある夜、恭一少年は鉄道線路の横を歩いていた。すると彼は信じられない光景に出くわす。「ドッテテ、ドッテテ、ドッテテド」というリズミカルな歌が聞こえたきたかと思うと、線路に沿って立つ何千本と並ぶ電信柱が一斉に行進を始めたのだ。様々な姿形の電信柱が通り過ぎる中、やがて彼らに号令をかける老人が歩いてくる。それは「電気総長」と名乗る人物だった。

## 登場人物
恭一
本編の主人公。ある夜、行進する電信柱たちを目撃する
電気総長
電信柱たちの大将。背が低く顔は黄色、ぼろぼろの灰色のコートを着ている。

## 作者による関連作品

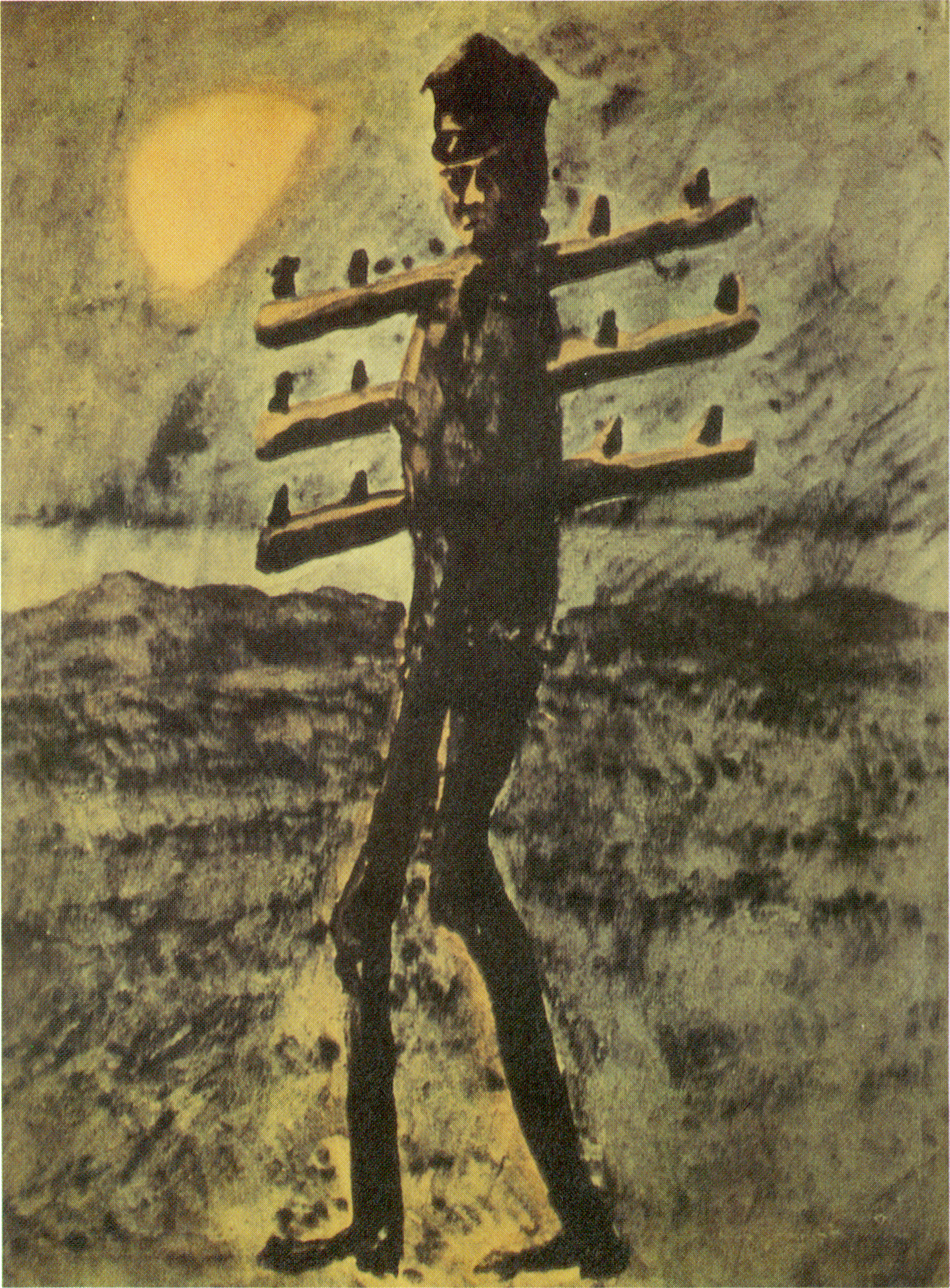
宮沢賢治『月夜のでんしんばしら』の水彩画

賢治自身が本作を題材にした創作を複数残している。
水彩画
月をバックに歩く1本の擬人化された電信柱を描いた水彩画。原画は1945年の戦災で焼失し現存しないが、写真が現在まで伝わっている。童話集『注文の多い料理店』に菊池武雄の描いた本作の挿絵とはかなり趣を異にしている。菊池はこの絵に関して、内容の異なる二つの証言を残している。
- 挿絵を手がける前に賢治に下絵を見せられた（菊池武雄「注文の多い料理店」出版の頃」『宮澤賢治全集 別巻 宮澤賢治研究』筑摩書房、1958年、pp.259-261）
- 賢治の生前にはその絵を見せられることはなく、後に「もしそれを見ていたら絶対さしえなんかかかなかったろう」という感想を抱いた（堀尾青史『年譜 宮沢賢治伝』中央公論社＜中公文庫>、1991年、P.237）。

楽曲
作中で歌われる軍歌について、賢治自身が作曲した歌が存在する。